# Trưng cầu dân ý độc lập Ukraina, 1991
Trưng cầu dân ý về Đạo luật Tuyên bố Độc lập được tổ chức để thăm dò dân tình tại Ukraina vào ngày 1 tháng 12 năm 1991. 92,3% cử tri đi bầu tán thành Tuyên bố độc lập mà Verkhovna Rada đưa ra vào ngày 24 tháng 8 năm 1991.

## Trưng cầu
Cử tri được hỏi rằng "Quý vị có ủng hộ Đạo luật Tuyên bố Độc lập của Ukraina?" Nguyên văn Tuyên bố Độc lập được đưa vào lá phiếu làm phần tựa cho câu hỏi. Trưng cầu dân ý do Quốc hội Ukraina yêu cầu nhằm xác nhận Đạo luật Độc lập được Quốc hội thông qua vào ngày 24 tháng 8 năm 1991. Các công dân của Ukraina biểu thị ủng hộ áp đảo đối với độc lập. Trong trưng cầu dân ý, 31.891.742 cử tri đăng ký (hay 84,18% tổng số cử tri) đi bỏ phiếu, trong số họ có 28.804.071 (hay 92,3%) bỏ phiếu "Đồng ý".
Bầu cử tổng thống diễn ra trong cùng ngày, toàn bộ sáu ứng cử viên vận động ủng hộ "Đồng ý" trong trưng cầu dân ý độc lập. Chủ tịch Quốc hội và nguyên thủ quốc gia trên thực tế là Leonid Kravchuk được bầu giữ chức Tổng thống Ukraina.
Từ ngày 2 tháng 12 năm 1991, Ukraina dần được công nhận trên toàn cầu là một quốc gia độc lập Ngày hôm đó, Tổng thống CHXHCNXVLB Nga Boris Yeltsin thực hiện điều tương tự. Trong điện tín chúc mừng do Tổng thống Liên Xô Mikhail Gorbachev gửi cho Kravchuk ngay sau trưng cầu dân ý, Gorbachev hy vọng về hợp tác và thông hiểu mật thiết của Ukraina trong "thành lập một liên minh của các quốc gia có chủ quyền".
Ukraina là nước cộng hòa hùng mạnh thứ nhì trong Liên Xô cả về kinh tế lẫn chính trị, việc Ukraina ly khai kết thúc bất kỳ khả năng thực tế nào để Gorbachev duy trì Liên Xô. Đến tháng 12 năm 1991, toàn bộ các nước cộng hòa từng thuộc Liên Xô ngoại trừ Nga và Kazakhstan đã tuyên bố độc lập. Một tuần sau khi đắc cử, Kravchuk cùng với Yeltsin và nhà lãnh đạo Belarus Stanislau Shushkevich ký vào Hiệp ước Belovezh, tuyên bố rằng Liên Xô ngừng tồn tại. Liên Xô chính thức giải thể vào ngày 26 tháng 12 cùng năm.

## Kết quả

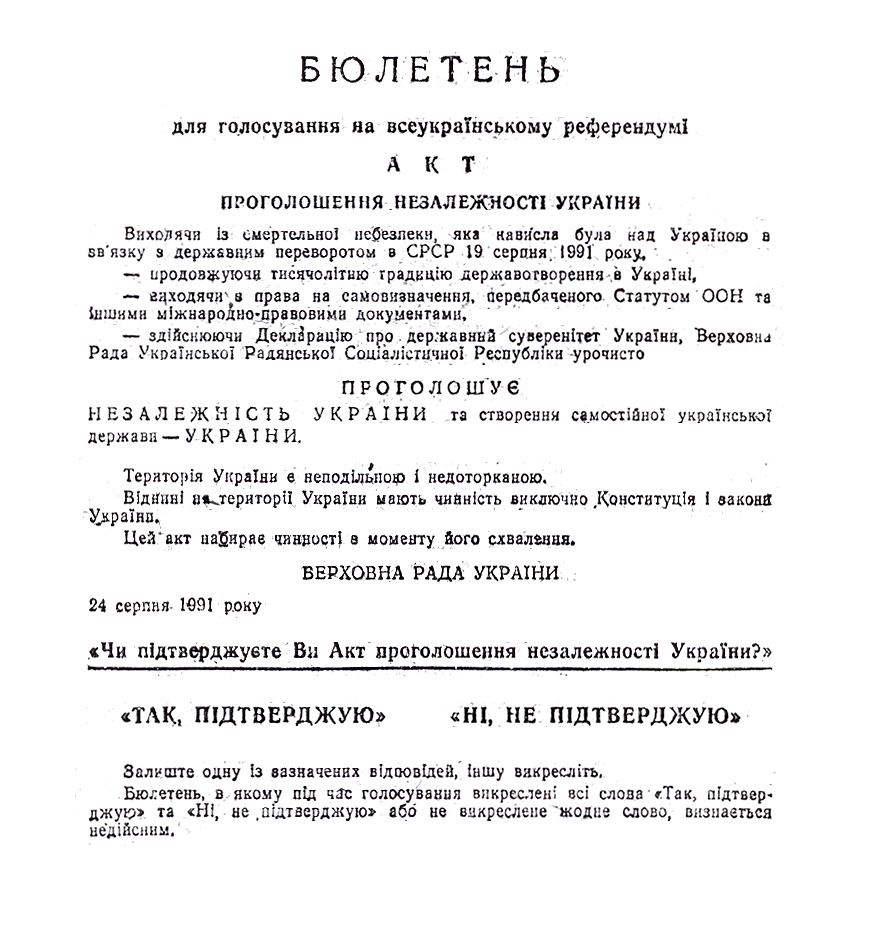
Phiếu sử dụng trong trưng cầu dân ý, với nguyên văn Tuyên bố độc lập.

Truyền thông Ukraina chuyển biến đồng loạt sang tư tưởng độc lập, kết quả là 63% dân chúng ủng hộ chiến dịch "đồng ý" trong tháng 9 năm 1991, tăng lên 77% trong tuần đầu tiên của tháng 10 năm 1991 và 88% vào giữa tháng 11 năm 1991.
55% người Nga tại Ukraina bỏ phiếu tán thành độc lập.
| Lựa chọn                      | Số phiếu   | %    |
| ----------------------------- | ---------- | ---- |
| Tán thành                     | 28.804.071 | 92,3 |
| Bác bỏ                        | 2.417.554  | 7,7  |
| Phiếu không hợp lệ/trắng      | 670.117    | –    |
| Tổng                          | 31.891.742 | 100  |
| Cử tri đăng ký/Tỷ lệ bỏ phiếu | 37.885.555 | 84,2 |
| Nguồn: Nohlen & Stöver        |            |      |

### Theo khu vực
Đạo luật Độc lập nhận được sự ủng hộ của đa số cử tri đi bầu tại mỗi trong số 27 đơn vị hành chính của Ukraina: 24 tỉnh, 1 nước cộng hòa tự trị, và 2 đô thị đặc biệt là Kiev và Sevastopol. Tỷ lệ cử tri đi bầu thấp nhất là tại miền đông và miền nam của Ukraina. Theo tỷ lệ phiếu "đồng ý" thấp nhất là tại các tỉnh Kharkiv, Luhansk, Donetsk, Odessa và Krym.

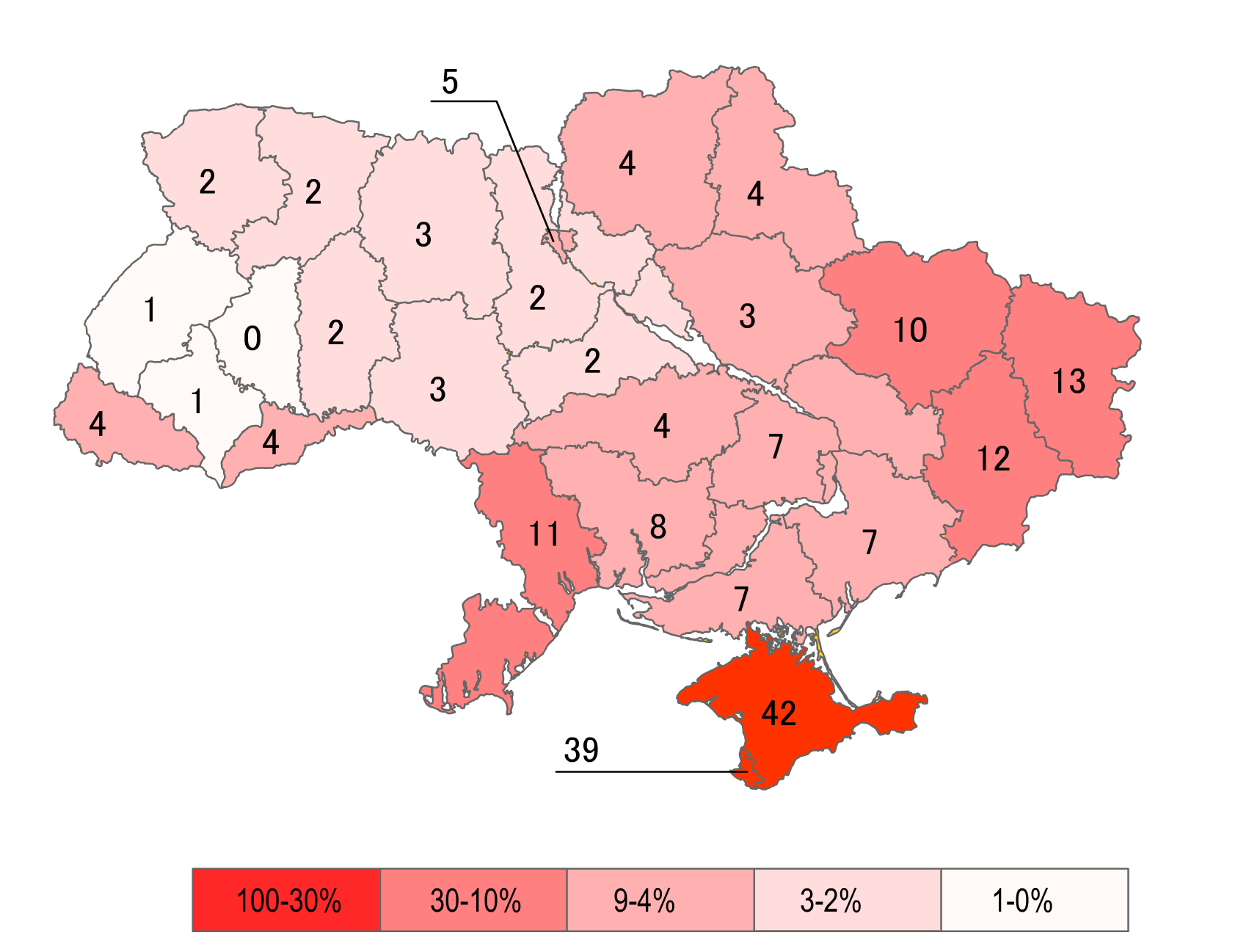
Tỷ lệ không bỏ phiếu theo tỉnh (%)

| Đơn vị          | "Đồng ý" % | Tỷ lệ "Đồng ý" so với tổng số cử tri % |
| --------------- | ---------- | -------------------------------------- |
| Krym            | 54,19      | 37 (60% cử tri bán đảo đi bầu)         |
| Cherkasy        | 96,03      | 87                                     |
| Chernihiv       | 93,74      | 85                                     |
| Chernivtsi      | 92,78      | 81                                     |
| Dnipropetrovsk  | 90,36      | 74                                     |
| Donetsk         | 83,90      | 64                                     |
| Ivano-Frankivsk | 98,42      | 94                                     |
| Kharkiv         | 86,33      | 65                                     |
| Kherson         | 90,13      | 75                                     |
| Khmelnytskyi    | 96,30      | 90                                     |
| Kiev (tỉnh)     | 95,52      | 84                                     |
| Kirovohrad      | 93,88      | 83                                     |
| Luhansk         | 83,86      | 68                                     |
| Lviv            | 97,46      | 93                                     |
| Mykolaiv        | 89,45      | 75                                     |
| Odessa          | 85,38      | 64                                     |
| Poltava         | 94,93      | 87                                     |
| Rivne           | 95,96      | 89                                     |
| Sumy            | 92,61      | 82                                     |
| Ternopil        | 98,67      | 96                                     |
| Vinnytsia       | 95,43      | 87                                     |
| Volyn           | 96,32      | 90                                     |
| Zakarpattia     | 92,59      | 77                                     |
| Zaporizhzhia    | 90,66      | 73                                     |
| Zhytomyr        | 95,06      | 86                                     |
| Kiev            | 92,87      | 75                                     |
| Sevastopol      | 57,07      | 40 (60% cử tri bán đảo đi bầu)         |
| Tổng            | 90,32      | 76                                     |